# Karl Kupisch
Karl Kupisch (* 14. Februar 1903 in Berlin; † 23. Oktober 1982 ebenda) war ein deutscher evangelischer Kirchenhistoriker.

## Leben
Kupisch studierte Germanistik, Geschichte und Theologie an der Universität Berlin und wurde 1938 zum Dr. phil. promoviert. Nach einigen Jahren im Schuldienst war er seit 1946 Dozent an der Kirchlichen Hochschule Berlin, seit 1951 Professor für Kirchengeschichte, seit 1955 Honorarprofessor für Allgemeine Religions- und Geistesgeschichte an der Technischen Universität Berlin. Von 1959 bis 1961 war Kupisch Rektor der Kirchlichen Hochschule. 
Seine Darstellung der jüngeren Kirchengeschichte zeichnet sich durch ihren kritischen und gesamthistorischen Ansatz aus: „Was die Gesamtsicht dieser Kirchengeschichte angeht, so will ich keinen Zweifel darüber lassen, dass ich mit der bislang weithin praktizierten Auffassung, dass ein sozusagen für Haus und Schule gedachtes Geschichtsbuch wie eine reingefegte Treppe wirken müsste, radikal gebrochen habe. Es hat der populären und von „pädagogischen Gesichtspunkten“ geleiteten kirchengeschichtlichen Darstellungsart sehr geschadet, dass man meinte, der theologisch ungebildete Leser müsste in eine Art kirchliche Ruhmeshalle geführt  oder zu einem Spaziergang durch eine kirchliche Siegesallee angeleitet werden.“

## Ehrungen
1963 Ehrendoktor der Theologischen Fakultät der Universität Basel

## Werke (in Auswahl)
- Coligny. Eine historische Studie. 2. Aufl. Lettner, Berlin 1951
- Feinde Luthers. Vier historische Bildnisse. ebd. 1952 (Erasmus von Rotterdam, Karl V., Thomas Müntzer, Ignatius von Loyola).
- Volk ohne Geschichte. ebd. 1953 (über das Judentum)
- Vom Pietismus zum Kommunismus. Historische Gestalten, Szenen und Probleme. ebd. 1953 (Der Anfang; 18).
- Zwischen Idealismus und Massendemokratie. Eine Geschichte der evangelischen Kirche in Deutschland von 1815-1945. 4. Aufl. ebd. 1963
- Begegnung mit Karl Barth. Eine historische Betrachtung. Kaiser, München 1958
- Kirchengeschichte. Kohlhammer, Stuttgart 1974 ff (Urban-Taschenbücher Bd. 168–172)

1. Von den Anfängen bis zu Karl dem Großen. 2. Aufl. 1983, ISBN 3-17-007216-1
2. Das christliche Europa. Größe und Verfall des Sacrum Imperium. 2. Aufl. 1984, ISBN 3-17-008260-4
3. Politik und Konfession. Die Reformation in Deutschland. 1974, ISBN 3-17-002061-7
4. Das Zeitalter der Aufklärung. 1975, ISBN 3-17-002126-5
5. Das Zeitalter der Revolutionen und Weltkriege. 1975, ISBN 3-17-002127-3

- Tradition und Gegenwart. Grundzüge und Probleme der deutschen Geschichte. Lettner, Berlin 1959 ff.

1. Das heilige Reich. 1959
2. Der Staat. 1965
3. Das Volk. 1963

- Studenten entdecken die Bibel. Die Geschichte der Deutschen Christlichen Studenten-Vereinigung (DCSV). Furche, Hamburg 1964
- Adolf Stoecker, Hofprediger und Volkstribun. Ein historisches Porträt. Haude & Spener, Berlin 1970, ISBN 3-7759-0114-0 (Berlinische Reminiszenzen; 29)
- Karl Barth in Selbstzeugnissen und Bilddokumenten. 2. Aufl. Steinkopf, Stuttgart 1996 (1. Aufl. Reinbek bei Hamburg 1971), ISBN 3-7984-0334-1
- Die Freiheit des geschichtlichen Denkens. Protestantismus und Geschichte. Steinkopf, Stuttgart 1979, ISBN 3-7984-0447-X